# Dysphania graveolens
El epazote de zorrillo (Dysphania graveolens) es una especie de planta herbácea de la familia Amaranthaceae. 

## Descripción
Es una hierba anual, olorosa, erecta, a veces muy ramificada, que alcanza un tamaño de 20 cm a 1 m de altura, usualmente rojiza o verde. Sus hojas son más largas que anchas, de color verde a púrpura, presentan lóbulos o hendiduras y son pegajosas. Las flores son numerosas en las ramas. Los frutos son pequeños, numerosos, y las semillas de color café oscuro.

## Distribución y hábitat
Originaria de México, habita en climas cálido, semicálido, semiseco, seco y templado, entre los 20 y los 2 900 m s. n. m. Es una maleza común en vegetación perturbada de matorral xerófilo, pastizal y bosque mesófilo de montaña, de encino, de pino, mixto de pino-encino y de junípero.

## Propiedades
El uso principal que se da a esta planta es para el dolor de estómago, en la Ciudad de México, Estado de México, Puebla, Tlaxcala y Veracruz. Especialmente en Puebla se le conoce a este malestar como muni (otomí) y dicen de él, que “más que una enfermedad es un síntoma que obedece a diversas causas: falta de alimentación, es decir, no comer a la hora adecuada, cuando algún alimento hace daño, al quedar asqueado por comer en abundancia y quedar meteorizado el estómago (aventado), por frío, por sentarse a 'raíz' en el suelo, se produce una inflamación en el vientre, por cargar cosas pesadas o cuando no se bañan las mujeres en el temazcal después de parir, dan retortijones”. En cualquiera de estos casos se da un cocimiento del epazote con hierba dulce (Lippia dulcis), gobernadora (Lantana camara), estafiate (Artemisia ludoviciana), saúco (Sambucus mexicana), techomite (Hamelia patens), ruda (Ruta chalepensis), kahtibe (Trichilia havanensis), tomate (Physalis aequata) y koni potei (Tibouchina mexicana) o bien una infusión con hierba dulce, gobernadora, estafiate, saúco y mano de tigre (Geranium seemannii), en ambos casos el cocimiento se bebe como agua de tiempo.
Otro uso que con frecuencia se menciona es para la diarrea, además de ser útil para diversos trastornos digestivos: como desparasitante (ascaris o lombrices, oncocercosis o mal de bolitas, amibas, solitaria); para la disentería, indigestión y bilis, el empacho y el vómito, en casos de dolor y fríos en el estómago o bien para los corajes o el insulto (que es un disgusto después de comer que provoca dolor estomacal).
Además se recomienda en enfermedades respiratorias como tos y dolor de aire, pulmonía, resfrío o gripa, dolor de pecho, de espalda y escalofríos. Otras enfermedades para las que se menciona son: "espanto", susto, calambres, dolor de estómago cuando se regla (V. dolor de regla), acelerar el parto, limpiar la matriz y para resolver algunos problemas de lactancia. 

### Historia
En datos para la Materia Médica Mexicana de finales del siglo XIX, se menciona al epazote del zorrillo como digestivo, emenagogo, antihelmíntico, sudorífico y diurético.
Alfonso Herrera Fernández, en el siglo XX refiere que es usada por el vulgo como digestiva, emenagoga, antihelmíntica y tomada en infusión teiforme, como sudorífico y diurético. Finalmente, Maximino Martínez relata que “se usa contra el aire, antiparasitario, antitusígena, dolor de costado por causa fría, espanto y eupéptico”.

### Química
La química del epazote zorrillo ha sido poco estudiada y de hecho sólo existe un trabajo realizado por investigadores mexicanos. En él se describe la presencia en las partes aéreas de los sesquiterpenos criptomeridiol, su derivado alfa-acetoxilado y el hidroxi-elemol; los flavonoides crisina, pinocembrina y pinostrobina; los esteroles daucosterol, estigmasterol y el estigmas-2-en-3-beta-ol y el monoterpeno acetato de geraniol.

### Farmacología
Se verificó la actividad antihelmíntica in vitro de los extractos de hoja, tallo, flor y semilla (fresco y seco) de Dysphania graveolens contra Fasciola hepatica recién desenquistadas, los cuales fueron de acción letal para los parásitos a concentraciones de 2.5 mg planta/ml y 5.0 planta/ml.

### Principios activos
Se comprobó actividad antihelmíntica frente Fasciola hepatica, Ascaridia galli y larvas de Stomoxys calcitrans del compuesto activo pinocembrine (5,7-dihydroxiflavanona), asilado por el fraccionamiento en cromatografía de capa fina (TLC) de un extracto de partes aéreas de la planta, obtenido con acetona.

## Taxonomía
La especie fue descrita originalmente como Chenopodium graveolens por Carl Ludwig Willdenow en Enumeratio plantarum horti regii botanici Berolinensis 1: 290, en 1809, hoy en día es tanto un sinónimo como el basónimo de esta. Temporalmente se cambiaría la especie como Chenopodium incisum, descrita por Pierre Edmond Boissier y publicado en Encyclopédie Méthodique. Botanique ... Supplément 1(1): 392, en 1810, nombre científico que también es un sinónimo actualmente; y ulteriormente sería transferida al género Dysphania por Serhí Mosiakin y Steven Earl Clemants en Ukrajins'kyj Botaničnyj Žurnal 59(4): 383, en 2002.

#### Etimología
Ver: Dysphania
graveolens: epíteto latino que significa "con fuerte olor".

## Nombres comunes
- México: Epazote de zorrillo, epazote de perro, epazote morado, hierba de perro.[3]
- En Centroamérica, en Panamá, se le conoce también como hierba de paico.